# Condado de San Luis Obispo
El condado de San Luis Obispo (en inglés: San Luis Obispo County), fundado en 1850, es uno de 58 condados del estado estadounidense de California. En el año 2008, el condado tenía una población de 262 238 habitantes y una densidad poblacional de 28 personas por km². La sede del condado es San Luis Obispo.

## Geografía
Según la Oficina del Censo, el condado tiene un área total de 9365.4 km², de la cual 8557.3 km² es tierra y 857.3 km² (0.26%) es agua.

### Condados adyacentes
- Condado de Monterrey (norte)
- Condado de Kings (norte)
- Condado de Kern (este)
- Condado de Santa Bárbara (sur)

### Localidades

#### Ciudades
Arroyo Grande |
Atascadero |
Grover Beach |
Morro Bay |
Paso Robles |
Pismo Beach |
San Luis Obispo 

#### Lugares designados por el censo
Avilla Beach |
Baywood-Los Osos |
Blacklake |
Callender |
Cambria |
Cayucos |
Creston |
Edna |
Garden Farms |
Lake Nacimiento |
Los Osos |
Los Ranchos |
Nipomo |
Oak Shores |
Oceano |
San Miguel |
San Simeón  |
Santa Margarita |
Shandon |
Templeton |
Whitley Gardens |
Woodlands 

#### Áreas no incorporadas
Adelaida |
Asunción |
Avila Beach |
Bee Rock |
Bern |
Bromela |
California Valley |
Cambria Pines |
Cholame |
Chorro |
Halcyon |
Harmony |
Huasna |
Pozo 

## Demografía
En el censo de 2000, había 246 681 personas, 92 739 hogares y 58 611 familias residiendo en el condado. La densidad poblacional era de 29 personas por km². En el 2000 había 102 275 unidades habitacionales en una densidad de 12 por km². La demografía del condado era de 84.60% blancos, 2.03% afroamericanos, 0.95% amerindios, 2.66% asiáticos, 0.12% isleños del Pacífico, 6.21% de otras razas y 3.44% de dos o más razas. 16.29% de la población era de origen hispano o latino de cualquier raza.
Según la Oficina del Censo en 2008 los ingresos medios por hogar en el condado eran de $57 722, y los ingresos medios por familia eran $72 032. Los hombres tenían unos ingresos medios de $37 025 frente a los $27 993 para las mujeres. La renta per cápita para la localidad era de $29 966. Alrededor del 15.80% de la población estaban por debajo del umbral de pobreza.

## Transporte

### Principales autopistas
- U.S. Route 101
- Ruta Estatal 1
- Ruta Estatal 41
- Ruta Estatal 46
- Ruta Estatal 58
- Ruta Estatal 166
- Ruta Estatal 227
- Ruta Estatal 229